# Hüttenhof
Hüttenhof is een dorp in de Duitse gemeente Bad Salzungen in  Thüringen. De gemeente maakt deel uit van het Wartburgkreis.

## Geschiedenis
Hüttenhof was deel van de gemeente Oberrohn tot deze gemeente in 1994 werd samengevoegd met de gemeente Tiefenort, die op 6 juli 2018 werd opgenomen in de gemeente Bad Salzungen.